# Антон-Горемыка
«Анто́н-Горемы́ка» — повесть русского писателя Д. В. Григоровича, посвящённая трагической судьбе обнищавшего крепостного крестьянина. Опубликована в 1847 году в журнале «Современник» (том VI, № 11, с. 5—118).

## Сюжет
Антон — беднейший крестьянин деревни Троскино, старый владелец которой давно умер и всеми делами заправляет жестокий управляющий Никита Фёдорыч. Из-за постоянных поборов последнего Антон еле-еле сводит концы с концами, тем более что с ним и его женой Варварой живут маленькие дети его брата Ермолая, которого забрали в рекруты.
Однажды осенью, когда управляющий требует срочно заплатить подушную подать, а мельник требует вернуть деньги за помол муки, Антон вынужден отправиться в город на ярмарку продавать лошадь — единственную скотину, которая у него осталась. Он с трудом добирается до уездного городка, где не был уже много лет. Там он целый день проводит на ярмарке, не находя подходящего покупателя. Рыжебородый мужик уговаривает Антона подождать до завтра, говоря, что уже подобрал ему хорошего покупателя, и отводит его на ночлег к знакомому хозяину. Антону предлагают выпить, и он засыпает, а наутро обнаруживает, что рыжебородый пропал, а его лошадь украли. По совету постояльцев он отправляется искать лошадь в одно из сёл, известное тем, что туда пригоняют украденных лошадей. При этом хозяин постоялого двора отнимает у него полушубок в качестве оплаты за постой.
Постояльцы продолжают обсуждать произошедшее, ожидая начала ярмарки. На двор подходит односельчанин Антона, который теперь работает на фабрике в городе и накануне встретил Антона на ярмарке. Он узнаёт о краже лошади и рассказывает собравшимся о жизни Антона. По его словам, Антон жил хорошо, был добрым мужиком, который не отказывал другим в помощи, к тому же он был единственным грамотным среди мужиков. Однажды, не в силах вынести жестокости управляющего Никиты, мужики составили письмо молодому барину в Петербург. Написать письмо поручили Антону. Однако письмо вернулось из Петербурга самому Никите, который разъярился и, узнав, что написал письмо Антон, отправил его брата в рекруты, а самого Антона стал сживать со света. Так за несколько лет Антон совершенно обнищал.
Тем временем Антон, проискав три дня лошадь и выбившись из сил под проливным дождём, ночью возвращается в деревню. Не дойдя до дома, он видит знакомую старуху-побирушку Архаровну и просит её помочь. Она приводит его в лес к разбойникам, один из которых её сын Пётр, а вторым оказывается брат Антона Ермолай. Ермолай соглашается помочь, потому что накануне они ограбили купца. Сначала они заходят в кабак, где, однако, их замечает брат купца, которому троица с деньгами кажется подозрительной. Антона, Петра и Ермолая арестовывают и обвиняют в краже. Через неделю, после суда, разбойников и Антона отправляют в кандалах на каторгу.

## История публикации
В исходной версии повести история Антона заканчивалась иначе: «она кончалась у меня тем, что крестьяне, доведённые до крайности злоупотреблениями управляющего, зажигают его дом и бросают его в огонь». Однако в таком виде «Антон-Горемыка» не имел шанса на публикацию и был отклонён цензурой. Финал повести изменил редактор «Современника» Александр Никитенко, который исключил последнюю главу и изменил финал. В его версии повесть заканчивается тем, что закованного в кандалы Антона отправляют в острог, впереди его ждёт Сибирь.

## Отзывы современников
Александр Герцен, находясь в эмиграции, так описывал своё впечатление от этой повести: «В Неаполе в 1848 году, я впервые прочел „Антона-Горемыку“ (…) Это „memento patriam“ было особенно тяжело в переживаемую Италией революционную пору, под сладким, ласкающим воздухом Средиземного моря. Я чувствовал угрызения совести; мне было стыдно находиться там, где я находился. Крепостной мужик, прежде времени изможденный, бедный, добрый, кроткий, невиновный и, все же, бредущий с цепями на ногах в Сибирь, неотступно преследовал меня…».
Салтыков-Щедрин вспоминал о том, как глубоко взволновали его повести Григоровича: «Я помню „Деревню“, помню „Антона-Горемыку“ (…). Это был первый благотворный весенний дождь, первые хорошие, человеческие слёзы, и с легкой руки Григоровича мысль о том, что существует мужик-человек, прочно залегла и в русской литературе, и в русском обществе».
Лев Толстой, писавший Григоровичу по случаю пятидесятилетия, упоминал о влиянии, которое оказала на него повесть, когда он прочитал её в свои юношеские годы:
Помню умиление и восторг, произведенные на меня (...) «Антоном Горемыкой», бывшим для меня радостным открытием того, что русского мужика — нашего кормильца и — хочется сказать: нашего учителя,— можно и должно описывать, не глумясь и не для оживления пейзажа, а можно и должно писать во весь рост, не только с любовью, но с уважением и даже трепетом…
Виссарион Белинский в письмах к Боткину сообщал об огромном впечатлении, которое произвела на него повесть: «…читая её, я всё думал, что присутствую при экзекуциях. Страшно!..», и далее: «Ни одна русская повесть не производила на меня такого страшного, гнетущего, мучительного, удушающего впечатления: читая ее, мнё казалось, что я в конюшне, где благонамеренный помещик порет и истязует целую вотчину — законное наследие его благородных предков». По мнению критика, «„Антон-Горемыка“ — больше, чем повесть: это роман, в котором всё верно основной идее, всё относится к ней, завязка и развязка свободно выходят из самой сущности дела. (…) Эта повесть трогательная, по прочтении которой в голову невольно теснятся мысли грустные и важные».

## Современные интерпретации
По мнению советского литературоведа Лидии Лотман, повесть «даёт яркую и широкую картину жизни крепостной деревни». Как и в повести «Деревня», в центре внимания автора снова находится крепостной крестьянин, однако на этот раз «духовный склад и нравственный облик главного героя (…) уже лишён тех черт идеализации и романтической экзальтации, какие были характерны для героини повести „Деревня“»: Антон «тёмен, забит и бесправен». При этом «писатель показывает, что насилие и нечеловеческая эксплуатация могут довести до протеста даже такого забитого крепостного крестьянина, как Антон». Григорович также показывает, что поведение управляющего «типично и является прямым и естественным следствием крепостнических отношений, произвола помещиков и бесправия крестьян», причём «закон всегда на стороне помещика и управляющего». Финал повести, даже в переработанном виде, безысходен: «трагическая судьба Антона, попадающего в острог, лишний раз подчеркивала мысль о полной бесправности крестьян в крепостническом государстве».
В 2015 году Игорь Зотов отмечал, что содержание повести и перипетии её публикации, а также полемика, которая развернулась вокруг неё, «в примечательной точности повторяют сегодняшнюю ситуацию вокруг фильма „Левиафан“ Андрея Звягинцева». По мнению критика, сюжет повести — «архетипический» и изложен ещё в ветхозаветной Книге Иова, а управляющий имением Никита Фёдорович — почти точная копия преступного мэра из фильма Звягинцева.

## Дополнительные факты
- «Антон Горемыка» был одним из псевдонимов писателя Владимира Юрезанского.